# Патет Лао

Flag of the Pathet Lao

Патет Лао (лаос. ປະເທດລາວ, «Đất Lào»)  — загальна назва військово-політичних сил соціалістичної орієнтації в Лаосі в 1950—1970-і роки. В перекладі з лаоського цей термін буквально означає «Лаоська держава».

## Зміст
Першою організацією, званою Патет Лао, був Єдиний національний фронт Лаосу (Нео Лао Ітсала), сформований в 1950 році для боротьби проти французьких колонізаторів за незалежність країни. У 1956 році на базі Нео Лао Ітсала був створений Патріотичний фронт Лаосу (ПФЛ, Нео Лао Хаксат).
Політичний рух Патет Лао зрештою досяг успіху, очоливши політичну владу після громадянської війни в Лаосі. Патет Лао був завжди тісно пов'язаний з в'єтнамськими комуністами. Під час громадянської війни, рух був ефективно організований, озброєний, тренований та діяв на чолі з керівниками армії Північного В'єтнаму. Представники руху активно боролися проти антикомуністичних сил у війні у В'єтнамі і зрештою здобули перемогу, проголосивши в 1975 році Лаоську Народно-Демократичну Республіку.
Патет Лао був лаоським еквівалентом рухів Південного В'єтнаму В'єтмінь і пізніше В'єтконга, і руху червоних кхмерів у Камбоджі. Зрештою, термін став загальною назвою для лаоських комуністів.